# Son et lumière

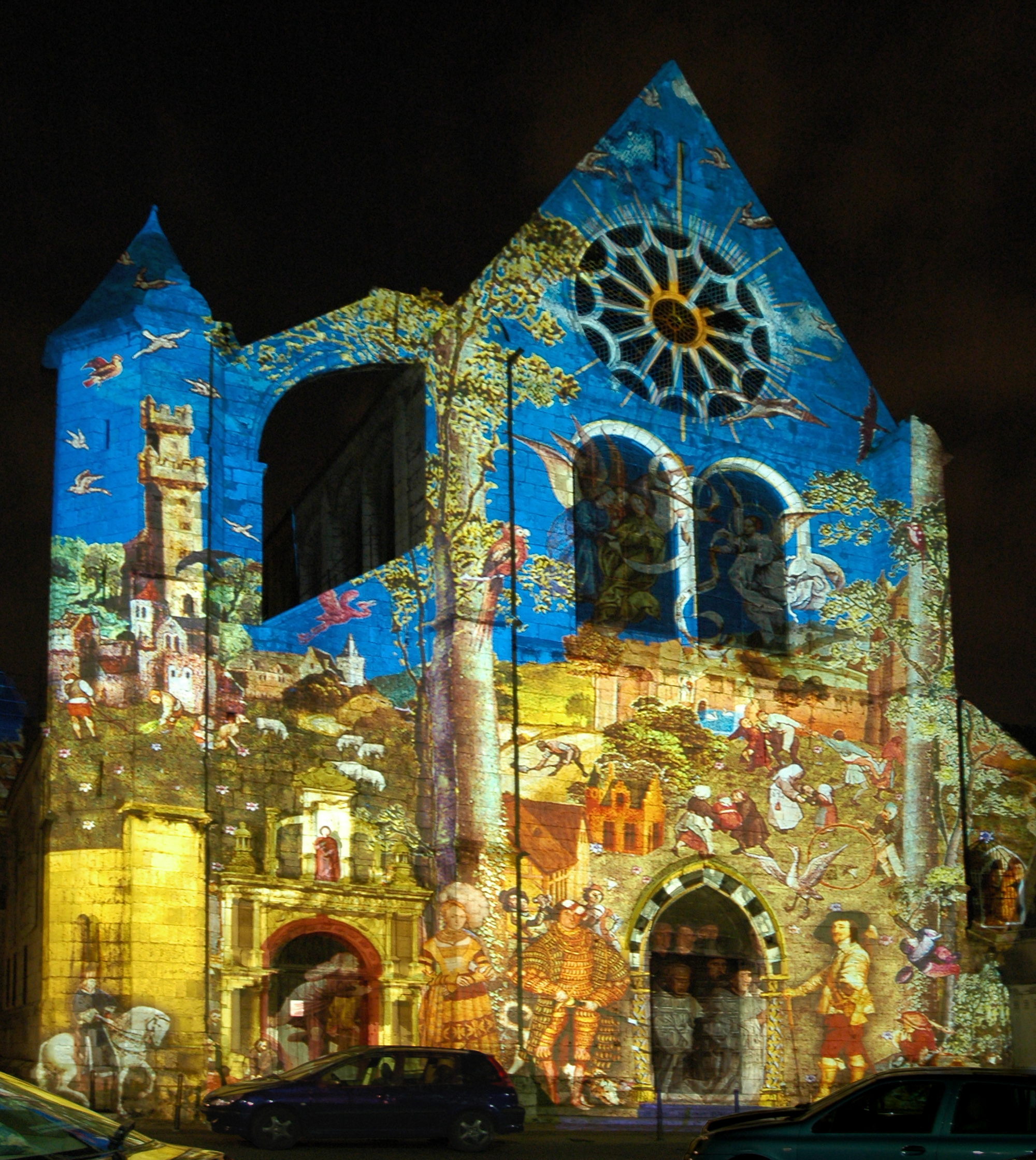
De Saint Aignankerk te Chartres tijdens “Chartres en lumières”.

Son et lumière of vollediger Spectacle son et lumière (Nederlands: “klank- en lichtspel”) is een in Frankrijk geconcipieerde show die na zonsondergang wordt opgevoerd, voornamelijk op plaatsen van historisch belang. Er worden speciale lichteffecten geprojecteerd, gesynchroniseerd met een opgenomen band (muziek of een verhaal). 

## Geschiedenis
De oorsprong van dit soort uitvoeringen gaat eeuwen terug, tot bijvoorbeeld de festiviteiten waarvoor Händels Music for the Royal Fireworks werd gecomponeerd, ter ere van de Vrede van Aken (1748), of de festiviteiten in het Kasteel van Versailles onder Lodewijk XIV (1638-1715).  
Eeuwenlang werden met name in Frankrijk lichtfeesten gevierd, zoals het Fête des lumières (Lichtfestival) in Lyon vanaf 1852. In 1918 werd de kathedraal Notre-Dame in Straatsburg verlicht om de wapenstilstand te vieren. In het Interbellum (1918-1939) werden de grote Franse monumenten verlicht, maar op een klassieke manier. Tijdens de Wereldtentoonstelling van 1937, waar de "elektriciteitsfee" gevierd werd, organiseerde het toenmalige lampenbedrijf Mazda de "Tour de France de la Lumière", die 426 sites gedurende 200 dagen verlichtte. Tegelijk werden op de Seine nachtelijke festivals gehouden met thematische lichtshows, vuurwerk en waterspelen.
Vanaf 1951 ontstonden de spectaculaire “son et lumière”-voorstellingen bij de kastelen van het Loiredal. De eerste echte klank- en lichtshow werd gecreëerd op 30 mei 1952 bij het Kasteel van Chambord. Het werd bedacht door een trio jonge kunstenaars rond de radiozender France Inter, met de nodige professionele begeleiding. De muziek was van Maurice Jarre. Vanaf 1953 verliepen gelijkaardige voorstellingen in het Kasteel van Chenonceau en dat van Versailles, met voor het eerst geluidseffecten in “stereofonie”. 

## Navolging
Dit type voorstelling werd al snel overgenomen door andere historische sites, zoals onder meer bij de Egyptische piramides en de Akropolis van Athene (1956), waar de muziek vaak werd gecomponeerd door Georges Delerue, met teksten geschreven door bekende schrijvers als André Castelot, André Maurois, Jean Cocteau en Marcel Achard. In 1958 speelden figuranten historische scènes bij het Kasteel van Le Lude, een primeur in Frankrijk.
Nadien volgden andere kastelen in het Loiredal en elders in Frankrijk. Ook kerken, grotten en monumenten zijn vaak het toneel van geluids- en lichtshows. In het historisch themapark Puy du Fou (dep. Vendée) vindt "La Cinéscénie" plaats, een van de grootste nachtshows ter wereld en waarschijnlijk de grootste van Frankrijk. Een andere bekende geluids- en lichtshow is die van Verdun, met een historische evocatie van de Eerste Wereldoorlog. In Flagnac (dep. Aveyron) wordt sinds 1982 het dorpsleven aan het begin van de 20e eeuw nagespeeld. In Montreuil (Pas-de-Calais) loopt sinds 1996 in de 16e-eeuwse citadel het klank- en lichtspel "Les Misérables à Montreuil-sur-Mer", naar Victor Hugo's boek Les Misérables, dat zich gedeeltelijk in deze stad afspeelt. In Chartres wordt het festival Chartres en Lumières georganiseerd , aan de kathedraal van Amiens het spektakel Chroma en in Bourges Les Nuits Lumière.  In het Park van Edingen vinden jaarlijks De Lumineuze Nachten plaats.  In 2024 werd in Zottegem het Egmont Lichtfestival georganiseerd.